# Флетчер, Кирк
Кирк Элайджа Флетчер (англ. Kirk Elijah Fletcher), 23 декабря 1975, Беллфлауэр, Калифорния, США — американский блюзовый гитарист, певец и автор песен. Номинант Blues Music Awards в номинациях «Блюзовый гитарист/Gibson Guitar Award» (2005, 2006, 2011, 2012, 2021, 2023), «Альбом современного блюза» (2019, 2021), «Альбом соул-блюза» (2023) .

## Биография
Кирк Флетчер родился в Беллфлауэре, Калифорния в 1975 году в семье баптистского священника. Рос в Комптоне, где была церковь его отца. Учился играть на примитивной гитаре, наблюдая за выступлениями своего старшего брата Уолтера в церкви их отца, что позволило Кирку к восьми годам приобрести навыки игры. В старшей школе Флетчер был участником джаз-бэнда, а позже играл с группой в поездках по Южной Калифорнии. В Лос-Анджелесе он познакомился с гитарным техником Роббена Форда в небольшом музыкальном магазине, который пригласил Флетчера на выступления, где Флетчер был впечатлён игрой Форда на гитаре. Позже он подружился с Элом Блейком, который был вокалистом и харпером в Hollywood Fats Band, и через него познакомился с другими блюзовыми музыкантами Западного побережья, такими как Джуниор Уотсон и Линвуд Слим. К тому времени Флетчер в достаточной степени освоил гитару, чтобы выступать в клубах и на иных площадках: к окончанию школы Флетчер играл четыре-пять вечеров в неделю в церкви и давал небольшие концерты . 
Свой дебютный альбом I'm Here & I'm Gone Флетчер выпустил в 1999 году на JSP Records. Блейк познакомил Флетчера с Кимом Уилсоном из Fabulous Thunderbirds, и Флетчер начал гастролировать с Blues Revue Кима Уилсона. Затем Флетчер сыграл на концертном альбоме Уилсона Smokin' Joint (2001), номинированном на премию Грэмми. Вскоре после этого Флетчера пригласили поработать с Чарли Масселуайтом, с которым музыкант работал два года.  Флетчер после этого сказал: «Вот где я действительно разработал свой собственный звук, и Чарли был в восторге от того, что я был собой»  . 
В 2003 году на CrossCut Records вышел второй альбом Флетчера Shades of Blue, а затем на Delta Groove Productions в следующем году. Гостями на записи были вокалисты Ким Уилсон, Джанива Магнесс и Финис Тасби. С этим альбомом Флетчер в первый раз получил номинацию на Blues Music Awards как лучший блюзовый гитарист. В 2005 году Флетчер присоединился к Fabulous Thunderbirds, где оставался до 2008 года, и записал с группой альбом 2005 года Painted On. После ухода из Fabulous Thunderbirds Кирк Флетчер создал собственную группу. 
В 2010 году вышел третий альбом Флетчера My Turn, My Turn (2010) был третьим альбомом Флетчера, на котором он впервые спел. Он начал активно гастролировать в стране и за рубежом, как с собственной группой, так и с The Mannish Boys с которой он плотно сотрудничал и записывался с 2008 года, а также гастролировал в качестве ведущего гитариста Эроса Рамазотти.  В 2014 году Флетчер самостоятельно выпустил концертный сборник Burning Blues (Live at the Baked Potato). 
В 2018 году Флетчер записал видео с Джошем Смитом и Джо Бонамассой, исполнив композицию Альберта Кинга «Crosscut Saw». Флетчер в своей карьере много сотрудничал с другими музыкантами, его игру можно услышать на релизах и концертах таких исполнителей как Пайнтоп Перкинс, Хьюберт Самлин, Джеймс Коттон, Джеймс Харман, Джо Луис Уокер, Hollywood Blue Flames, Смоукин Джо Кубек и Бунойз Кинг, Джо Бонамасса, Боб Корритор, Генри Грей.
Альбом Флетчера Hold On 2018 года достиг 12-го места в радиочарте Living Blues и 15-го места в чарте Billboard Blues Albums, в 2019 году он был номинирован на премию Blues Music Award в категории «Альбом современного блюза».
Обладатель премии British Blues Awards (2015).
С 2017 года несколько лет жил в Швейцарии, много выступал в Европе, в том числе в составе гастрольной группы Джо Бонамассы, несколько раз в год наведывался в Лос-Анджелес  . Сейчас живёт в Нашвилле, Теннесси 
«Калифорнийская соул-звезда, которого по праву считают одним из самых одарённых и ярких гитаристов современной блюзовой эпохи, продолжает набирать обороты. Его хриплый, звучный вокал и яркая игра на гитаре принесли ему всеобщее признание критиков» .
«Обладающий потрясающими навыками игры, великолепным тембром и энциклопедическими знаниями стилей блюза…Кирк Флетчер — настоящая сила природы, которая играла с Fabulous Thunderbirds, гастролировала с Джо Бонамассой и объездила весь мир, играя то, что он называет „музыкой, которая ближе всего моему сердцу“» . 

## Дискография
- 1998: I'm Here I'm Gone (JSP Records)
- 2003: Shades Of Blue (Crosscut Records)
- 2010: My Turn (Eclecto Groove Records)
- 2012: Tail Dragger & Bob Corritore With Henry Gray · Kirk Fletcher · Chris James · Patrick Rynn · Brian Fahey - Longtime Friends In The Blues (Delta Groove Music, Inc.)
- 2014: Burning Blues (Live At The Baked Potato) (издан самостоятельно)
- 2018: Hold On (издан самостоятельно)
- 2020: My Blues Pathway (Cleopatra Blues)
- 2022: Heartache By The Pound (Ogierea Records)
- 2025: Keep On Pushing (Vizztone Label Group)